# Lars Sponheim
Lars Sponheim (født 23. maj 1957 i Halden, Østfold, Norge) er en norsk politiker, der siden 1. juni 2010 har været amtmand i Hordaland. Før dette var han formand for det norske liberale parti Venstre i perioden 1996-2010. Han har derudover tidligere været medlem af Stortinget samt minister.

## Biografi
Sponheim opnåede i 1981 en kandidatgrad i agronomi fra Universitetet for miljø- og biovitenskap i Ås. Fra 1988 til 1991 var han borgmester i hjembyen Ulvik i Hordaland. Sammen med familien driver han familiegården Sponheim i Ulvik. Han blev valgt til Stortinget som Venstres eneste repræsentant ved valget i 1993. Under kampagnen proklamerede han, at han ville gå fra Ulvik til Oslo, hvis han blev valgt – hvilket han gjorde. Under hans første valgperiode arbejdede Sponheim på at bringe Venstre tilbage i norsk politik. Partiet havde været ude af Stortinget siden 1985, og Sponheims mål var at gøre partiet til en mulig regeringspartner i en ny borgerlig regering. Det lykkedes, idet partiet vandt fem mandater og blev juniorpartner i den kristelige Kjell Magne Bondeviks første regering. Sponheim blev partiformand i 1996 og efterfulgte Odd Einar Dørum.
I Bondeviks første regering fra oktober 1997 til marts 2000, var Sponheim handels- og industriminister. Hans største projekt var at reducere antallet af love og regulativer, der berørte særligt landets små virksomheder. I Bondeviks anden regering fra oktober 2001 til oktober 2005 var Sponheim landbrugs- og fødevareminister. Han fik mest opmærksomhed for at kritisere nordmændene for at rejse til Sverige for at købe billigere fødevarer.
Han blev i 2004 udnævnt til kommandør af Sankt Olavs Orden.
Efter partiets skuffende valgresultat ved Stortingsvalget 2009 trak Sponheim sig som partileder. Han blev i marts 2010 udnævnt til amtmand i Hordaland, hvor han erstattede Svein Alsaker. Posten som formand for Venstre blev efterfulgt af Trine Skei Grande.